# Kaplanova turbina
Kaplanova vodna turbina je aksialna nadtlačna vodna turbina, ki ima vtok radialen, iztok pa aksialen. Uporablja se za velike pretoke in manjše padce (do 70 m). Kaplanova turbina je nadgradnja Francisove turbine. Novost pri turbini so nastavljive lopatice na gonilniku in vodilniku, ki se premikajo koordinirano. Ravno zaradi teh lopatic lahko pri širokem razponu pretoka dosegamo zelo dobre izkoristke, tudi več kot 0,9.
Obstaja tudi izvedba Kaplanovih turbin, kjer se premikajo le lopatice vodilnika, lopatice gonilnika pa so fiksne. Prednost te zasnove je enostavnejša konstrukcija, izkoristek pa je nižji in je dober le v ozkem območju pretoka.

## Sestava
- Spiralno ohišje
- Vodnik z gibljivimi lopatami
- Gonilnik
- Sesalne cevi

## Lastnosti
- Je aksialna nadtlačna turbina, ki ima radialen dotok in aksialen odtok,
- Uporablja se za velike pretoke in majhne padce (do 70m),
- So za specifične vrtljaje nad 160 vrt./min,
- Turbina ima vrtljive lopatice gonilnika, vodilne pa so fiksne,
- Gonilne lopatice imajo obliko ladijskega vijaka in širok pesto, število lopatic je med 4 in 8 in imajo obliko letalskega krila (vzgon),
- Vodilne lopatice imajo isto obliko kot Francisove, število lopatic je med 8 in 24, lopatice se lahko regulirajo,
- Dvojna regulacija, pri konstantni hitrosti so obe vrsti lopatic regulirane, kar omogoča širok spekter vstopa vode brez udarca,
- Dober izkoristek dosežemo že pri 25% nazivne obremenitve, so hitro tekoče, zato so turbine tudi manjše in cenejše.
- Poznamo več tipov Kaplanovih turbin:

1. Propelerske turbine: regulirane so le lopatice vodilnika, izkoristek je slabši, uporabljajo se le pri enakomernih obremenitvah, izvedba je z navpično gredjo,
2. Cevne turbine: imajo poševne oz. horizontalne osi, imajo manjši premer gonilnika, manjše preseke, manjšo strojnico, so cenejše, potrebujejo tudi plitkejši izkop,
3. Diagonalne turbine tipa Deriaz: imajo dober izkoristek do 25% nazivne obremenitve, so za večje hitrosti, so dobro prilagodljive na padce, cenejša elektro oprema.